# Hileweg
Der Hileweg ist eine vorgeschichtliche bis mittelalterliche Altstraße, ein Handels- und Heerweg zwischen der Wetterau und Essen.

## Beschreibung

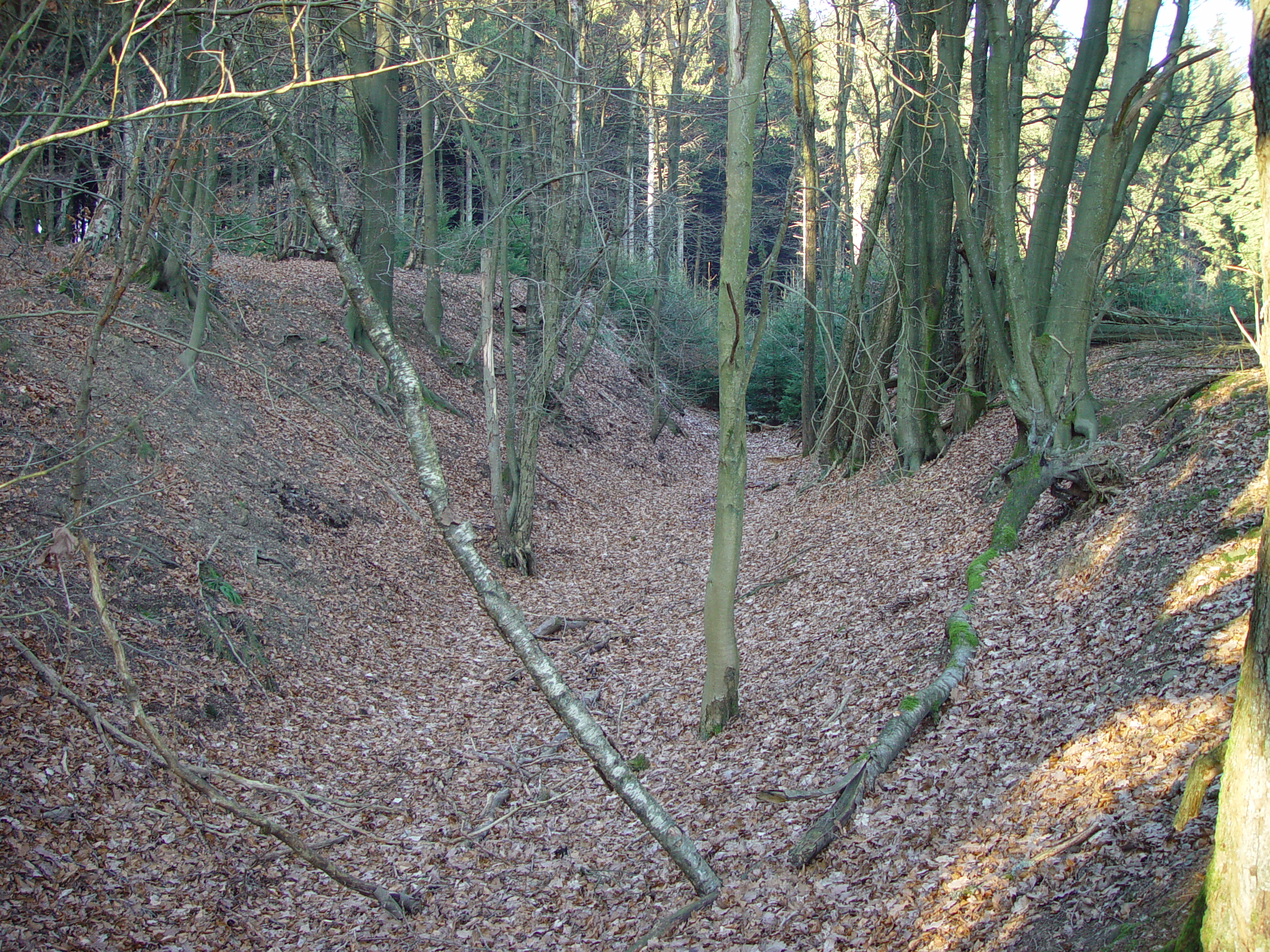
Tief eingeschnittener Hohlweg des Hilewegs zwischen Breckerfeld und Halver

Der aus alten Urkunden belegte Name Hileweg ist vermutlich eine Form von Hellweg. Die namentliche Erstnennung erfolgte in der Haigerner Urkunde, einer Grenzbeschreibung von Haiger, vom 28. April 1048. Man vermutet aber, dass diese Urkunde bereits eine Abschrift einer mehr als hundert Jahre älteren Urkunde ist. Somit ist die Bezeichnung Hileweg (als deutschsprachiger Name im lateinischen Urkundentext) bereits seit dem 10. Jahrhundert in Verwendung.
Der bekannte Beginn des Hilewegs liegt im Süden der Wetterau, wobei auch eine mögliche Weiterführung nach Süden diskutiert wird. Er verläuft in gerader Linie Richtung Nordosten und quert dabei die in Ost-West-Richtung verlaufenden Kämme des Rechtsrheinischen Schiefergebirges. Der Weg führt parallel zu den Fernwegen am Rhein (Mauspfad) und der Weinstraße und ist möglicherweise eine bewusste Umgehung dieser Altstraßen.
Er führt durch das Siegerländer Eisenerzrevier und wird in lokalen Abschnitten daher auch Eisenstraße genannt. Einige Annahmen gehen dahin, dass der Weg auch hauptsächlich der Erschließung der Siegener Eisengruben diente. Ein Teilabschnitt des Hilewegs ist auch einer der drei Äste der Bergischen Eisenstraße an deren Beginn im Siegerland.
Unter dem Namen Hileweg ist die Altstraße hauptsächlich im Abschnitt zwischen der Sieg bei Betzdorf und der Brüderstraße bei Hohenhain bekannt, andere lokale Bezeichnungen sind Bornweg (Raum Betzdorf), Heller Höhenweg, Wetteraustraße (Raum Meinerzhagen) und Hadamarstraße (Pracht – Alsdorf – Steineroth – Kirburg – Gemünden – Hadamar – Limburg an der Lahn).
Sein Ende findet der Hileweg in Essen an der Ruhr, wo er auf den Westfälischen Hellweg traf.

## Verlauf

### Südlich der Lahn
Umstritten ist der genaue Verlauf südlich der Lahn. Vermutlich gab es lokal mehrere parallele Äste, die es schwierig machen, einen eindeutigen Verlauf auszumachen. In den Quellen werden mehrere Strecken südlich von Limburg an der Lahn als Hileweg genannt, so ein von Koblenz oder Neuwied kommender Ast, der vermutlich ein Zubringer vom Rhein war. Auf der Hauptstrecke von der Lahn in südliche Richtung nach Frankfurt am Main, auch Frankfurter Straße genannt, teilte sich der Hileweg vermutlich mit dem Mauspfad eine gemeinsame Trasse. Diese war bis zum Bau der Bundesautobahn 3 die wichtigste und verkehrsreichste Verbindung von der Lahn in den Frankfurter Raum.

### Nördlich der Lahn
Nördlich von Limburg an der Lahn ist der Verlauf des Hilewegs gleich mit dem der Mainzer Straße (Siegen – Limburg – Mainz). Die Strecke führt dabei über Elz, Hadamar und Langendernbach nach Norden. Zwischen Rennerod und Burbach trennen sich die beiden Altstraßen und der Hileweg verläuft in nordöstlicher Richtung an der heutigen Grenze zwischen Rheinland-Pfalz und Nordrhein-Westfalen entlang. Der Wegverlauf schied dort laut einer Urkunde aus dem Jahr 1350 als Grenze bereits die Bistümer Köln, Mainz und Trier. Er passiert eine Burganlage bei dem Hohenseelbachskopf sowie eine vorgeschichtliche Wallanlage bei Mahlscheid und quert bei Herdorf die Heller. Zwischen Heller und Sieg führt die Strecke direkt an dem sogenannten Druidenstein vorbei.
Bei Betzdorf wurde die Sieg überquert und der Weg erklomm die Wasserscheide in Richtung Katzwinkel und Molzberg, wo Landwehren und ein mittelalterliches Militärlager ihn sicherten. Weitere Stationen sind Ebertseifen, Fallenbach, Hassel, Busenbach, Altenhofen, Hohäuschen und Wöllenbach, wobei die heutige Landesstraße L279 dem Verlauf der Altstraße folgt. Bei Engelshäuschen trennt sich der Hileweg wieder von der Landesstraße, führt über Oberstöcken und Mausbach zu Gerndorferhöhe und trifft bei Hohenhain auf die Brüderstraße. Von Betzdorf bis Hohenhain verlief parallel zum Hileweg auch die Siegener Landhecke, eine der längsten noch erhaltenen Landwehren, die rund um das Siegerland verläuft.
Über Hühnerkamp ging es nach Römershagen, wo der Hileweg sich in drei Äste spaltet. Die vermutlich älteste Route führt über Dörnscheid, Wilhelmsthal über den Löhkopf nach Rothemühle. Die zweite Route führte über die sogenannte Femebuche nach Rothemühle und die dritte über den Heider Kirchweg. Bei Huppen treffen die Äste wieder aufeinander. In Huppen trafen nicht weniger als sieben Fernstraßen aufeinander, darunter der Hileweg von Südosten nach Nordwesten, von Südwesten die Nutscheidstraße, nach Nordosten der Römerweg, von Westen ein Arm der Brüderstraße und die Bergische Eisenstraße.
Der Hileweg teilt sich zunächst von Huppen aus in nordwestliche Richtung die Trasse mit der Bergischen Eisenstraße durch das Brachtpetal, Halbhusten, Husten und Gelslingen. In Gelslingen teilen sich die Altstraßen wieder und der Hileweg führt über den Biggeriegel, der Wasserscheide zwischen der Bigge und der Agger, nach Norden nach Belmicke weiter.
Auf der Höhe zwischen Belmicke und Benolpe teilt sich der Hileweg erneut. Die ältere Route führt durch den Belmicker Ortskern nach Attenbach, weiter über den Arstein nach Wegeringhausen. Auf der Strecke haben sich zahlreiche Hohlwege und andere Geländespuren erhalten. Die jüngere Strecke verläuft geradliniger über Feldmannshof nach Wegeringhausen. Dort teilt sich der Weg ebenfalls: Ein Ast führt über den Wahlert, Bleche und Schlade nach Lüdespert, der andere verläuft über Schlenke, Scheda zum Schützenbruch, wo er zusammen mit der Märkischen Eisenstraße nach Lüdespert führt.
Dort vereinen sich beide Äste und führen zusammen hauptsächlich entlang der heutigen Bundesstraße 54 über Piene, Buntelichte und Grünewald nach Meinerzhagen. Dort kreuzte die Heidenstraße. Mehr oder weniger der heutigen Landesstraße L528 folgend verlief der Hileweg nach Kierspe.
Ab Meinerzhagen sind Holt, Kiersper Löh, Schmidthausen, Wegerhof, Schneehohl, Bergfeld und Burg Stationen. In Neuenherweg kurz vor Halver vereint sich die Zeitstraße mit dem Hileweg. Zwischen Halver und Breckerfeld gibt die heutige Landesstraße L528 die Route vor, bei Dommelnheide und Landwehr sind tiefe Hohlwege und den Weg begleitende und auch sperrende Landwehren erhalten. Nördlich von Breckerfeld gibt es erneut zwei Hauptrouten des Hileweges. Die eine verlief entlang der Landesstraße L528 über Königsheide, Weißenpferd, Zurstraße (Name ist ebenfalls ein Hinweis auf die Altstraße), Rafflenbeul und Eilpe nach Hagen, querte bei Herdecke die Ruhr und verlief über Witten und Bochum nach Essen. Ein Seitenarm führte von Zurstraße über Schöpplenberg und Hinnenwiese nach Hagen. Die andere Route führte entlang der heutigen Landesstraße L701 über Delle, Steherberg, Oberbauer nach Voerde. Dort teilte sie sich erneut: Ein Ast ging über Nieland und Meininghausen nach Gevelsberg, der jüngere über Altenvoerde und Milspe nach Gevelsberg.
Über Sprockhövel, Hattingen und Essen-Steele erreichte er sein Ziel in Essen. Nach Meinung einiger Forscher fand er dort aber noch nicht sein Ende, sondern lief als Holland-Wetterau-Straße bis in die Niederlande weiter.